# Asota ensemoides
Asota ensemoides är en fjärilsart som beskrevs av Butler 1875. Asota ensemoides ingår i släktet Asota och familjen nattflyn. Inga underarter finns listade i Catalogue of Life.